# La Feria North
La Feria North és una concentració de població designada pel cens dels Estats Units a l'estat de Texas. Segons el cens del 2000 tenia 168 habitants.

## Demografia
Segons el cens del 2000, La Feria North tenia 168 habitants, 47 habitatges, i 39 famílies. La densitat de població era de 55,4 habitants/km².
Dels 47 habitatges en un 48,9% hi vivien nens de menys de 18 anys, en un 63,8% hi vivien parelles casades, en un 17% dones solteres, i en un 14,9% no eren unitats familiars. En el 10,6% dels habitatges hi vivien persones soles el 4,3% de les quals corresponia a persones de 65 anys o més que vivien soles. El nombre mitjà de persones vivint en cada habitatge era de 3,57 i el nombre mitjà de persones que vivien en cada família era de 3,93.
Per edats la població es repartia de la següent manera: un 38,1% tenia menys de 18 anys, un 12,5% entre 18 i 24, un 17,3% entre 25 i 44, un 22,6% de 45 a 60 i un 9,5% 65 anys o més.
L'edat mediana era de 24 anys. Per cada 100 dones de 18 o més anys hi havia 92,6 homes.
Entorn del 37,2% de les famílies i el 41,6% de la població estaven per davall del llindar de pobresa.

## Poblacions més properes
El següent diagrama mostra les poblacions més properes.